# Соломоновы Острова
Соломо́новы Острова́ (англ. Solomon Islands [ˈsɒləmən ˈaɪlənds]) — государство в юго-западной части Тихого океана, в Меланезии, занимающее бо́льшую часть одноимённого архипелага, а также некоторые другие островные группы. Состоит из 992 островов, общая площадь которых — 28 450 км² (суша — 28 400 км²). Столица Соломоновых Островов — город Хониара.

## География
Государство занимает бо́льшую часть одноимённого архипелага в Тихом океане, в Меланезии, к востоку от острова Новая Гвинея. Крупнейшие острова: Гуадалканал, Санта-Исабель, Малаита, Сан-Кристобаль, Шуазёль, Нью-Джорджия. Также занимает островные группы Дафф, Санта-Крус, Суоллоу и острова Беллона, Реннелл и др.
Острова преимущественно вулканического происхождения; действующие вулканы. Протяжённость архипелага с севера на юг — 1400 км. Высшая точка страны — пик Попоманасеу на Гуадалканале высотой 2335 метров. Короткие многоводные реки. Озёра практически отсутствуют.
Климат субэкваториальный, очень влажный. Средние месячные температуры от 26 до 28 °C. Осадков от 2300 до 7500 мм в год. С мая по октябрь преобладает юго-восточный пассат, с декабря по март — северо-западный экваториальный муссон.
Большая часть островов покрыта вечнозелёными лесами (пальмы, фикусы и др.); в наиболее сухих местах — саванны; по берегам — мангры. Животный мир: крысы, летучие мыши, крокодилы, ящерицы, змеи, гигантские лягушки; птицы — дикие голуби, попугаи и др.

### Сейсмология
Соломоновы острова расположены в сейсмически опасном регионе, где часто происходят землетрясения. В январе 2010 года произошло землетрясение, магнитуда толчков которого составила 7,2, толчки спровоцировали появление цунами с максимальной высотой волн 2,5 метра. В общей сложности без крова осталось около тысячи человек. 23 апреля 2011 было отмечено землетрясение с магнитудой толчков 6,9. 6 февраля 2013 года произошло землетрясение магнитудой 8.0.

## История
Первые поселенцы, говорящие на папуасских языках, стали прибывать на Соломоновы острова около 3000 лет до н. э. С собой они привезли элементы культуры такие, как каноэ с аутригером. В период приблизительно между 1200 и 800 годами до н. э. на Острова прибыли предки полинезийцев (людей культуры лапита) с архипелага Бисмарка, знающие гончарное производство.
Соломоновы острова открыты в 1568 году испанским мореплавателем А. Менданья де Нейра, который выменял у местных жителей золото и назвал эти острова Соломоновыми по имени легендарного библейского царя Соломона, сравнив их с «Золотой страной Соломона». Основанная в 1595 году Менданья по указу короля Филиппа II на о-ве Санта-Крус испанская колония просуществовала недолго и вскоре была покинута из-за конфликтов с воинственными туземцами.
В течение следующих полутора столетий острова не посещались европейцами. Вторично были открыты англичанином Ф. Картеретом в 1767 году.
С середины 1840-х годов на Соломоновых островах неоднократно пытались обосноваться католические и протестантские миссионеры, однако долгое время это им не удавалось: многие из них были убиты аборигенами.
Освоение Соломоновых островов европейцами началось лишь с 1860-х годов, когда там стали закрепляться первые белые торговцы. Аборигены пытались убивать этих торговцев, но те, в отличие от миссионеров, сумели организовать свою оборону.
В 1893 году Британская империя объявила свой протекторат над Соломоновыми Островами. С 1907 года английские предприниматели начали создавать на Британских Соломоновых островах плантации кокосовых пальм. С начала XX века на островах вновь появились миссионеры, обращавшие аборигенов в христианство.
Во время Второй мировой войны часть островов была оккупирована японцами. С 1942 по 1945 год на островах велись кровопролитные сражения между японцами и странами Антигитлеровской коалиции (Великобритания, США, Австралия и Новая Зеландия), закончившиеся победой последних.
В июле 1978 года Соломоновы Острова получили независимость от Великобритании. Первым премьер-министром стал Питер Кенилореа.
С 1998 года на Соломоновых Островах резко усилилась межплеменная напряжённость, доходившая до вооружённых столкновений. В результате 5 июня 2000 года в стране произошёл переворот, премьер-министр Бартоломью Улуфаалу был арестован, затем подал в отставку, уступив место Манассе Согаваре.
В июне 2003 года премьер-министр Аллан Кемакеза обратился к Австралии с просьбой восстановить закон и порядок в стране. В следующем месяце на Соломоновы Острова прибыли военные и полицейские силы Австралии, Новой Зеландии и нескольких стран Океании (Фиджи, Папуа-Новой Гвинеи, Тонга и др.) — «Региональная миссия помощи Соломоновым Островам» (RAMSI), всего около 2200 полицейских и военных. Они восстановили порядок и разоружили боевиков племён.
Аллан Кемакеза оставался на своём посту до апреля 2006 года, когда он проиграл парламентские выборы в 2006 году и  премьер-министром стал Снайдер Рини. Однако утверждения о том, что Рини использовал взятки от китайских бизнесменов для покупки голосов депутатов парламента, привели к массовым беспорядкам в столице Хониаре, сосредоточенным в районе расселения этнических китайцев, большая часть китайского квартала в городе была разрушена в результате пожаров. Напряжённость также усиливалась из-за убеждения в том, что в Китай незаконно выводятся суммы денег, эквивалентные бюджету страны. КНР, Австралия и Великобритания направили зафрахтованные самолёты для эвакуации собственных граждан. В страну для подавления беспорядков были направлены дополнительные силы австралийской федеральной, новозеландской и фиджийской полиций и ограниченного контингента их войск. В конце концов Рини подал в отставку, прежде чем столкнулся с вотумом недоверия в парламенте, и парламент избрал Манассе Согаваре премьер-министром.
Манассе Согаваре враждебно относился к присутствию Сил обороны Австралии в стране; после одной неудачной попытки он был смещён в результате очередного вотума недоверия в 2007 году и заменён Дереком Сикуа из Либеральной партии Соломоновых островов. Сикуа проиграл парламентские выборы в 2010 году Дэнни Филипу, хотя после вотума недоверия ему после обвинений в коррупции Филип был смещён и заменен Гордоном Дарси Лило. Согаваре вернулся к власти после выборов 2014 года, и руководил выводом контингента сил РАМСИ из страны в 2017 году. Согаваре был смещён в результате вотума недоверия в 2017 году, в результате которого к власти пришёл Рик Хоуенипвела; однако Согаваре вернулся на пост премьер-министра после победы на выборах 2019 года, что вызвало масштабные беспорядки в Хониаре.
В 2021 году вспыхнула новая волна массовых беспорядков, вызванная введением связанных с пандемией COVID-19 ограничениями, низким уровнем жизни и решением правительства Соломоновых Островов о переходе от дипломатических отношений с Китайской Республикой (Тайвань) к Китайской Народной Республике.
В марте 2022 года Соломоновы острова подписали меморандум о взаимопонимании (MOU) о сотрудничестве в области полиции с Китаем, а в апреле подписано соглашение о сотрудничестве в области безопасности для содействия социальной стабильности и долгосрочному миру и безопасности на Соломоновых островах, обеспечивающие постоянное военное и военно-морское присутствие на Соломоновых островах, что вызывало серьёзную озабоченность со стороны стран АУКУС — Австралии, Соединённых Штатов и Великобритании.

## Административное деление Соломоновых Островов
Территория Соломоновых Островов разделена на 9 провинций; столица Хониара, расположенная на острове Гуадалканал, выделяется в особую административную единицу — Столичная территория.

## Население
| 1960     | 1961     | 1962     | 1963     | 1964     | 1965     | 1966     | 1967     | 1968     |
| -------- | -------- | -------- | -------- | -------- | -------- | -------- | -------- | -------- |
| 117 869  | ↗121 403 | ↗125 068 | ↗128 863 | ↗132 787 | ↗136 847 | ↗141 027 | ↗145 354 | ↗149 926 |
| 1969     | 1970     | 1971     | 1972     | 1973     | 1974     | 1975     | 1976     | 1977     |
| ↗154 876 | ↗160 292 | ↗166 214 | ↗172 599 | ↗179 354 | ↗186 338 | ↗193 447 | ↗200 642 | ↗207 942 |
| 1978     | 1979     | 1980     | 1981     | 1982     | 1983     | 1984     | 1985     | 1986     |
| ↗215 353 | ↗222 905 | ↗230 614 | ↗238 488 | ↗246 502 | ↗254 602 | ↗262 719 | ↗270 809 | ↗278 846 |
| 1987     | 1988     | 1989     | 1990     | 1991     | 1992     | 1993     | 1994     | 1995     |
| ↗286 868 | ↗294 962 | ↗303 258 | ↗311 849 | ↗320 764 | ↗329 984 | ↗339 490 | ↗349 250 | ↗359 236 |
| 1996     | 1997     | 1998     | 1999     | 2000     | 2001     | 2002     | 2003     | 2004     |
| ↗369 439 | ↗379 861 | ↗390 493 | ↗401 323 | ↗412 336 | ↗423 529 | ↗434 880 | ↗446 335 | ↗457 827 |
| 2005     | 2006     | 2007     | 2008     | 2009     | 2010     | 2011     | 2012     | 2013     |
| ↗469 306 | ↗480 745 | ↗492 148 | ↗503 541 | ↗514 964 | ↗526 447 | ↗537 997 | ↗549 598 | ↗561 231 |
| 2017     |          |          |          |          |          |          |          |          |
| ↗611 343 |          |          |          |          |          |          |          |          |

Численность населения — 515 870 чел. (перепись 2009 года).
Годовой прирост населения — 2,3 % (перепись 2009 года).
Рождаемость — 26,9 на 1000 (фертильность — 3,4 рождений на женщину)
Смертность — 3,7 на 1000.
Средняя продолжительность жизни — 71 год у мужчин, 76 лет у женщин.
Этнический состав: меланезийцы — 95,3 % (491 466 чел.), полинезийцы — 3,1 % (15 911 чел.), микронезийцы — 1,2 % (6446 чел.), китайцы — 0,1 % (654 чел.), европейцы — 0,1 % (721 чел.), другие — 0,1 % (672 чел.) (по переписи 2009 года).
Данных об уровне грамотности населения Соломоновых Островов — не имеется.
Городское население — 19,7 % (101 798 чел.) (перепись 2009 года).

## Языки
Языки: английский (официальный) — им владеют 1-2 % населения, в качестве языка всеобщего общения используется одна из разновидностей меланезийского пиджина — пиджин Соломоновых островов (нео-соломоник, соломонский пиджин), на самом деле являющийся креольским языком. Всего в стране насчитывается 120 местных языков.

## Религия
Религии: церковь Меланезии (англиканская) — 31,9 % (164 639 чел.), католики — 19,6 % (100 999 чел.), евангелисты южных морей — 17,1 % (88 395 чел.), адвентисты седьмого дня — 11,7 % (60 506 чел.), единая церковь — 10,1 % (51 919 чел.), церковь христианского товарищества — 2,5 % (13 153 чел.), прочие христиане — 4,4 %, другие — 2,7 % (14 076 чел.). (по переписи 2009 года).
Примерно 97 % населения Соломоновых Островов исповедует христианскую веру. Наиболее крупные христианские вероисповедания: 31,9 % населения приходится на долю Церкви Меланезии, 19,6 % относится к Римско-католической церкви, 17,1 % — к South Seas Evangelical Church (Евангелистской церкви южных морей), 11,7 % — к Церкви адвентистов седьмого дня, 10,1 % — к Объединённой церкви Папуа — Новой Гвинеи и Соломоновых Островов, 2,5 % — церкви христианского товарищества. 2,9 % населения практикует туземные религиозные верования. Мусульман приблизительно 350 человек (данные 2007 года).

## Политика
Политический строй Соломоновых Островов — конституционная монархия с парламентарной системой правительства. Король Карл III — монарх Соломоновых Островов и глава государства. Его власть реализуется через генерал-губернатора, который избирается Парламентом сроком на пять лет.
Законодательная власть принадлежит однопалатному Национальному Парламенту Соломоновых Островов, состоящему из 50 представителей, избирается каждые четыре года. По результатам последних выборов (август 2010) в парламенте 19 независимых депутатов и представители 12 политических партий (у крупнейшей партии — 13 депутатов, у остальных — от 3 до 1 депутатов). Парламент может быть распущен досрочно большинством голосов его членов.
Любой гражданин старше 21 года имеет право участвовать в выборах. Глава правительства — премьер-министр, он избирается Парламентом и назначает других министров. Кабинет министров состоит из 20 человек. Каждое министерство возглавляется министром, которому помогает непременный секретарь (англ. Permanent Secretary), руководящий работниками министерства.
Политические партии Соломоновых Островов слабы, парламентские коалиции крайне нестабильны. Правительству часто объявляются вотумы недоверия, в результате чего состав правительства часто меняется.
Военных подразделений как таковых на Соломоновых Островах нет, хотя полиция, численностью около 500 человек, включает подразделение по охране границ. Полиция выполняет функцию пожарных, помогает при чрезвычайных ситуациях и осуществляет морское патрулирование. Полицией руководит комиссар, назначаемый генерал-губернатором. Комиссар подконтролен премьер-министру.
23 апреля 2006 года состоялась церемония инаугурации нового правительства, которое возглавил Снайдер Рини. Новое правительство призвано усилить борьбу с коррупцией, которая стала причиной недавних массовых беспорядков, в результате которых несколько столичных районов (в первую очередь китайский квартал) были сожжены дотла.
В тот же день началась массовая эвакуация из страны этнических китайцев, которых до этого насчитывалось около 2 тыс. Именно они стали главным объектом недовольства коренного населения. Снайдер Рини, который до этого занимал пост заместителя премьер-министра, имел тесные деловые контакты с китайской общиной и был во многом от неё зависим.

### Международные отношения
Соломоновы Острова — член ООН, Содружества наций, Секретариата тихоокеанского сообщества, Форума тихоокеанских островов, Международного Валютного Фонда и Стран Африки, Карибского бассейна и Тихоокеанского региона (ACP).
Отношения с Папуа — Новой Гвинеей, ставшие напряжёнными из-за наплыва беженцев с о. Бугенвиль после восстания и нападений на северные острова государства преследователями мятежников, были восстановлены. Мирное соглашение по Бугенвилю было достигнуто в 1998 году, вопросы в отношении границ были урегулированы между Папуа — Новой Гвинеей и Соломоновыми Островами в соглашении, подписанном в 2004 году.

## Экономика
Основа экономики страны — сельское хозяйство, рыболовство, лесозаготовки.
Три четверти работающих заняты в сельском хозяйстве, а также в сфере рыболовства и лесозаготовок. В промышленном секторе (обработка рыбы, лесоматериалы) занято 5 %, в сфере обслуживания — 20 %.
ВВП на душу населения (в 2009 году) — 2,5 тыс. долл. (177-е место в мире).
Культивируются какао, кокосы, рис, картофель, овощи, фрукты. Разводится скот.
Страна имеет большие залежи свинца, цинка, никеля и золота, а также бокситов и фосфатов, но они не разрабатываются.

### Внешняя торговля
Экспорт — 0,696 млрд долл. в 2017 году — лес (68 %), обработанная рыба (7,5 %), пальмовое масло (4,1 %), копра (2,7 %), какао и кокосовое масло.
Соломоновы острова входят в десятку крупнейших экспортёров необработанных лесоматериалов (ок. 3,3 % от мирового объёма)
Основные покупатели (в 2017) — Китай 66 %, Италия 8,1 %, Филиппины 4,4 %.
Импорт — 0,589 млрд долл. в 2017 году — продовольствие (в том числе рис — до 6,9 %), промышленные товары, топливо (главным образом нефтепродукты — 15 %), химические продукты.
Основные поставщики (в 2017) — Австралия 17 %, Новая Зеландия 13 %, Сингапур 13 %, Китай 13 %, Малайзия 12 %.

## Культура
Соломоновы острова в значительной мере сохранили свой исторический культурный облик.
В деревнях преобладают дома традиционного типа: лёгкие, прямоугольные хижины на столбах с плетёными стенами и двускатной крышей из пальмовых листьев. Однако в крупных населённых пунктах немало строений европейского типа.
В одежде европейские элементы существенно потеснили традицию, но часть местных жителей продолжает носить набедренные повязки и короткие юбки.
В духовной культуре островитян традиция также тесно переплетается с современностью. Среди местного населения сравнительно хорошо сохраняются фольклор, самобытные песни и танцы, прикладное искусство, однако же внедряется и современная культура.

## Спорт

### Футбол
Национальная футбольная сборная вошла в историю, став первой командой, которой удалось победить сборную Новой Зеландии и войти в плей-офф отбора к Чемпионату мира по футболу 2006. Однако в первом же матче плей-офф они потерпели поражение от Австралии со счётом 7:0.

### Мини-футбол
14 июня 2008 года национальная команда Соломоновых Островов по мини-футболу одержала победу на Чемпионате Океании в Фиджи и получила право участвовать в Чемпионате мира, который проходил с 30 сентября по 19 октября 2008 года в Бразилии. Команда Соломоновых Островов по пляжному футболу считается лучшей сборной Океании и принимала участие в трёх последних Чемпионатах мира.

### Регби
Национальная сборная по регби входит в Топ-100 сборных IRB, однако ни разу не играла на чемпионатах мира по регби.